# A Couple of Cuckoos
A Couple of Cuckoos (カッコウの許嫁, Kakkō no Iinazuke) est un shōnen manga écrit et illustré par Miki Yoshikawa. Il est prépublié depuis le 29 janvier 2020 dans le Weekly Shōnen Magazine puis publié en volumes reliés par l'éditeur japonais Kōdansha. La version française est publiée par Pika Édition depuis avril 2022.
Une adaptation en une série d'animation réalisée par les studios Shin-Ei Animation et SynergySP est diffusée entre avril et octobre 2022.

## Synopsis
Nagi est un élève brillant à l'école. Un jour, il apprend qu'il a été échangé à la naissance avec une fille. Maintenant leurs parents veulent les marier afin de garder leur famille la plus soudée. Mais Nagi est déjà amoureux d'une autre fille…

## Personnages
Nagi Umino (海野 凪, Umino Nagi)
Voix japonaise : Kaito Ishikawa, voix française : Enzo Ratsito (saison 1, épisodes 1 à 17) ,, Bastien Bourlé (saison 1, épisodes 18 à 24) 
Nagi est étudiant en deuxième année à l'Académie Megurogawa. Il est le fils d'un magnat de l'hôtellerie, mais par erreur il est élevé par une autre famille à la naissance. Il est secrètement amoureux de sa camarade de classe Hiro Segawa, la première de la classe. Il souhaite lui avouer son amour après l'avoir vaincu aux examens de leurs lycée.
Erika Amano (天野 エリカ, Amano Erika)
Voix japonaise : Akari Kitō (ja), voix française : Adeline Chetail,
Erika est une jeune fille populaire sur le réseau social Instagram, elle est également la fille de la famille qui a élevé Nagi par erreur. Elle le rencontre pour la première fois dans un parc, et le fait prétendre être son petit ami pour échapper à un mariage arrangé.
Sachi Umino (海野 幸, Umino Sachi)
Voix japonaise : Konomi Kohara, voix française : Lisa Caruso,
Sachi est la sœur adoptive de Nagi et la sœur biologique d'Erika. Elle décide de s'inscrire dans la même école que Nagi et Erika après avoir obtenu son diplôme d'études secondaires.
Hiro Segawa (瀬川 ひろ, Segawa Hiro)
Voix japonaise : Nao Tōyama, voix française : Geneviève Doang,
Hiro est la camarade de classe de Nagi. Elle est la première de sa classe. Elle vit dans un temple et travaille également comme miko.
Ai Mochizuki (望月 あい, Mochizuki Ai)
Ai est une amie d'enfance de Nagi qui est partie vivre en Chine à cause du travail de son père mais elle est revenue vivre au Japon pour lui. Elle est également une chanteuse populaire sur le net. Elle est amoureuse de Nagi depuis qu'elle est enfant au point de décorer sa chambre de photo de lui.
Yōhei Umino (海野 洋平, Umino Yōhei)
Voix japonaise : Ryōhei Kimura (ja), voix française : Jean-Rémi Tichit,
Yōhei est le père adoptif de Nagi et est le père biologique d'Erika et de Sachi. Lui et sa femme Namie dirigent un restaurant ensemble.
Namie Umino (海野 奈美恵, Umino Namie)
Voix japonaise : Yōko Hikasa, voix française : Antonella Colapietro,
Namie est la mére adoptive de Nagi et est la mère biologique d'Erika et de Sachi. Avec son mari Yōhei ils dirigent ensemble un restaurant.
Sōichirō Amano (天野 宗一郎, Amano Sōichirō)
Voix japonaise : Toshiyuki Morikawa, voix française : Stéphane Marais,
Sōichirō est le père adoptif d'Erika et est le père biologique de Nagi. Il est le propriétaire d'une grande chaîne d'hôtel.
Ritsuko Amano (天野 律子, Amano Ritsuko)
Voix japonaise : Yukiko Aruga (ja), voix française : Chantal Baroin,
Ritsuko est la mére adoptive d'Erika et est la mère biologique de Nagi. Elle travaille comme productrice pour une chaîne de télé.
Shion Asuma (遊馬 シオン, Asuma Shion)
Voix japonaise : Yoshitsugu Matsuoka, voix française : Yoann Sover

## Manga
Miki Yoshikawa publie d'abord un one shot dans le Weekly Shōnen Magazine en septembre 2019, les lecteurs ont voté pour qu'ils soient publiés sous forme de série hebdomadaire,.
Le premier chapitre de A Couple of Cuckoos est publié le 29 janvier 2020 dans le Weekly Shōnen Magazine. Depuis, la série est éditée sous forme de volumes reliés par Kōdansha et compte 29 tomes en août 2025. Une vidéo promotionnelle est paru le 11 juin 2020.
La version française est publiée par Pika Édition depuis avril 2022. 

### Liste des volumes
| no | Japonais          | Japonais                                                                  | Français         | Français          |
| no | Date de sortie    | ISBN                                                                      | Date de sortie   | ISBN              |
| --- | ----------------- | ------------------------------------------------------------------------- | ---------------- | ----------------- |
| 1 | 15 mai 2020       | 978-4-06-519380-8                                                         | 6 avril 2022     | 978-2-8116-6546-3 |
| Liste des chapitres : - Volet 1 : Sois mon petit ami ! (私の彼氏になりなさいよ！, Watashi no Kareshi ni Narinasai yo!) - Volet 2 : On ne va pas se marier, si ? (結婚ならしないわよ, Kekkon nara Shinai wa yo) - Volet 3 : Zéro contact. (お互い一切関与しないこと, Otagai Issai Kan'yo Shinai koto) - Volet 4 : Je ne perdrai pas ! (絶対に負けないから!!!, Zettai ni Makenai kara!!!) - Volet 5 : Tu es stupide ? (バカなんじゃないの!?, Baka nanjanai no!?) - Volet 6 : Tu accepterais de sortir avec moi ? (俺と付き合ってくれますか…?, Ore to Tsukiatte Kuremasu ka…?) |                   |                                                                           |                  |                   |
| 2 | 17 juillet 2020   | 978-4-06-519380-8                                                         | 6 avril 2022     | 978-2-8116-6734-4 |
| Liste des chapitres : - Volet 7 : Merci pour tout ! (どうもお世話になりました！, Dōmo Osewa ni Narimashita!) - Volet 8 : Vous êtes exactement pareilles ! (お前らホントそっくりだよな, Omaera Honto Sokkurida yo na) - Volet 9 : Rendez-vous chaque matin ? (一緒に朝活できるかな‥？, Issho ni Asa Katsu Dekiru ka na‥?) - Volet 10 : Tu as de bons côtés, dans le fond. (ちょっとはいい所あるじゃん, Chotto wa ii Tokoro arujan) - Volet 11 : Vous allez plutôt bien ensemble, non ? (2人ってお似合いじゃない…？, Futari tte Oniai janai…?) - Volet 12 : Tu vis seule, pas vrai ? (ひとりで住んでるんだよね？, Hitori de Sunderu nda yo ne?) - Volet 13 : Toi, tu en es capable. (海野君なら背負ってくれそう, Umino-kun nara Seotte kure sō) - Volet 14 : Mon destin va-t-il changer ? (私の運命変わっちゃうのかな, Watashi no Unmei Kawatchau no ka na) - Volet 15 : Tu les surveilles ? (あの2人が気になる？, Ano 2 nin ga ki ni naru ？) |                   |                                                                           |                  |                   |
| 3 | 17 septembre 2020 | 978-4-06-520597-6                                                         | 1er juin 2022    | 978-2-8116-7004-7 |
| Liste des chapitres : - Volet 16 : Il faut toujours parler à cœur ouvert ! (腹を据えて人と向き合うべし！！, Hara o suete hito to mukiaubeshi !!) - Volet 17 : Et s'il se mariait ? (このまま結婚しちゃうの？, Kono mama kekkon shichauno) - Volet 18 : Combien de garçons t'ont déclaré leur flamme ? (今まで何人に告白された！？, Ima made nan nin ni kokuhaku sareta !?) - Volet 19 : La mer m'appelle ! (黒潮が俺を呼んでるぜ…！！, Kuroshio ga ore o yonderuze … !!) - Volet 20 : J'ai pensé que tu arriverais à me suivre ! (海野君は私について来れそうだから, Umino-kun wa watashi nitsuite kore sōdakara) - Volet 21 : Il a une fiancée, c'est inadmissible ! (許嫁がいるのにハレンチだよ！, Īnazuke ga irunoni dayo !) - Volet 22 : Quitte à te barrer, autant en profiter ! (やるやらとことん"家出"しようぜ, Yaruyara tokoton "iede" shiyōze) - Volet 23 : Arrête de me traiter comme ta petite sœur ! (妹扱いしないでよ, Imōto atsukai shinaideyo) - Volet 24 : On fait comme s'il ne s'était rien passé, O.K. ? (さっきのは無かったことでよろしくくな！, Sakki no wa nakatta koto de yoroshiku kuna !) |                   |                                                                           |                  |                   |
| 4 | 17 novembre 2020  | 978-4-06-521254-7                                                         | 24 août 2022     | 978-2-81-167006-1 |
| Liste des chapitres : - Volet 25 : Tu restes ma sœur, ça ne change pas (妹なのは変わらないけど, Imōtona no wa kawaranaikedo) - Volet 26 : Je ne peux pas la laisser partir ! (このまま解散するわけにはいかない！！, Kono mama kaisan suru wake ni wa ikanai !!) - Volet 27 : Tu ne souris pas comme ça, avec moi ! (私には笑顔見せないんだ？, Watashi ni wa egao misenai nda ？) - Volet 28 : Ça veut dire quoi "être amoureux" ? (そもそも好きって何だ, somosomo suki'tte nanda) - Volet 29 : Premier ou treizième, ça n'a pas d'importance (凪くんの価値なんて変わらないよ！！！, Nagi-kun no kachi nante kawaranaiyo ！ ！ ！) - Volet 30 : On n'a pas toujours ce qu'on veut (なかなかうまくいかないねぇ, Nakanaka umaku ikanainē) - Volet 31 : Mon sort est d'obéir (言いなりになる運命なのよ・・・！！, Īnari ni naru unmeinanoyo !!) - Volet 32 : Les obstacles sont faits pour être surmontés (壁は越えるためにある！！, Kabe wa koeru tame ni aru !!) - Volet 33 : Je n'oublierai jamais cet été (この夏は一生忘れない！！, Kono natsu wa isshō wasurenai !!) |                   |                                                                           |                  |                   |
| 5 | 15 janvier 2021   | 978-4-06-521642-2                                                         | 5 octobre 2022   | 978-2-81-167008-5 |
| Liste des chapitres : - Volet 34 : Il faut lui dire ! (言うしかない俺達の秘密・・・！, Iu shika nai oretachi no himitsu・・・ ！) - Volet 35 : Elle cache quelque chose ! (やっぱり”裏”があるんだ！！, Yappari ” ura ” ga aru nda !!) - Volet 36 : Puisque la famille est réunie... (家族全員集まってるんですから, Kazoku zen'in atsumatteru n desu kara) - Volet 37 : Je ne trouve pas ça normal (そういうのどうかと思います, Sōiu no dō ka to omoimasu) - Volet 38 : On va se serrer les coudes, toi et moi ! (ここは協力し合おう！！！, Koko wa kyōryoku shiaō !!!) - Volet 39 : Tout peut arriver ! (なにが起きてもおかしくはないのでは！！？, Nani ga okite mo okashiku wa nai node wa ！ ！ ？) - Volet 40 : J'ai de la chance de t'avoir rencontré (出会えてよかったな, Deaete yokatta na) - Volet 41 : Tu as gaché ton week-end ! (せっかくの合宿なのに, Sekkaku no gasshuku na noni) - Volet 42 : Qui est-ce ? (その人は誰・・・？, Sono hito wa dare・・・?) |                   |                                                                           |                  |                   |
| 6 | 16 avril 2021     | 978-4-06-522522-6                                                         | 7 décembre 2022  | 978-2-81-167226-3 |
| Liste des chapitres : - Volet 43 : C'est pour ce jour-là... (だからね あの日…, Dakara ne ano hi) - Volet 44 : Tu t'en es rendu compte, non ? (もう気付いているんだよね？, Mō kizuiteiru n da yo ne?) - Volet 45 : J'ai hâte de devenir adulte ! (早く大人になりたーい!!!!, Hayaku otona ni narita i !!!!) - Volet 46 : Si je te demande de m'épouser, tu le feras ? (アタシが結婚してって言ったら, Atashi ga kekkonshitette ittara) - Volet 47 : Je me dis que mon destin pourrait changer. ("運命変わってる" 気がしちゃったよ, "Unmei kawatteru" ki ga shichatta yo) - Volet 48 : C'est un secret entre nous ! (私と凪くんだけの秘密じゃん, Watashi to Nagi-kun dake no himitsu jan) - Volet 49 : Si tu me mens encore une fois, je te maudis, compris ? (今度やったら呪うからね…？, Kondo yattara norō kara ne?) - Volet 50 : Une relation immuable, ça n'existe pas. (変わらない関係なんてないんだよ, Kawaranai kankei nante nai n da yo) - Volet 51 : Je peux l'avoir ? (私がもらってもいいかな…？, Watashi ga moratte mo ii ka na?) |                   |                                                                           |                  |                   |
| 7 | 16 juillet 2021   | 978-4-06-523580-5                                                         | 1er février 2023 | 978-2-81-167727-5 |
| Liste des chapitres : - Volet 52 : Quoi qu'il arrive, je serai avec toi ! (会う時は俺も一緒だ, Au toki wa ore mo issho da) - Volet 53 : Et maintenant, quoi ? (これからどうしよっか, Korekara-dōshi yokka) - Volet 54 : Et toi, tu es mon complice. (海野君も“共犯”だね, Umino-kun mo "kyōhan" dane) - Volet 55 : Je n'ai pas le droit d'être une vilaine fille ? (こんな悪い私ダメかな…？, Konna warui watashi dame kana...？) - Volet 56 : Ce qui compte, c'est votre bonheur. (2人が幸せならそれが一番じゃん, 2-nin ga shiawase nara sore ga ichiban jan) - Volet 57 : Tu veux vivre avec nous, Hiro ? (ひろちゃんと一緒に住めるんだね, Hiro chan to issho ni sumeru n dane) - Volet 58 : Qui est le premier amour d'Umino ? (海野君の初恋の相手は誰ですか？, Umino-kun no hatsukoi no aite wa dare desu ka?) - Volet 59 : Pourquoi est-ce qu'on vit ensemble ? (どうして一緒に暮らしているんだ…!!, Dōshite issho ni kurashiteiru n da !!) - Volet 60 : "Opération guérison" enclenchée ! (エリカちゃん看病大作戦遂行します!!, Erika-chan kanbyō dai sakusen suikō shimasu !!) |                   |                                                                           |                  |                   |
| 8 | 17 septembre 2021 | 978-4-06-524837-9                                                         | 3 mai 2023       | 978-2-81-167728-2 |
| Liste des chapitres : - Volet 61 : Moi, je ne me marierai pas ! (アタシは結婚しないもん!!, Atashi wa kekkonshinai mon !!) - Volet 62 : Mon destin, je le façonnerai de mes mains ! (運命とは自ら切り開くものだ!!!!, Unmei to wa mizukara kirihiraku mono da !!!!) - Volet 63 : Ne m'adresse plus jamais la parole ! (二度と話しかけないで…!!, Nidoto hanashikakenaide !!) - Volet 64 : Tu te rappelles ? (“あの時”のこと覚えてる?, "Ano toki" no koto oboeteru ?) - Volet 65 : Tu as besoin de moi ! (私がいないと全然ダメね!, Watashi ga inai to zenzen dame ne !) - Volet 66 : Nagi t'a fait une déclaration, non ? (お兄に告白されてたよね…？, O ani ni kokuhakusareteta yo ne?) - Volet 67 : Tu me raccompagnes ? (送り届けてくれますか？, Okuritodoketekuremasu ka?) - Volet 68 : C'est à se demander de qui il tient. (誰に似たのかしら!?, Dare ni nita no kashira !?) - Volet 69 : Imagine un truc cent fois plus fort. (それを100倍にした感じかな, Sore o 100 bai ni shita kanji ka na) |                   |                                                                           |                  |                   |
| 9 | 17 novembre 2021  | 978-4-06-526000-5                                                         | 5 juillet 2023   | 978-2-81-167986-6 |
| Liste des chapitres : - Volet 70 : Le courant à l'air de bien passer... (いつの間にかいい雰囲気に……, Itsunomanika ii fun'iki ni) - Volet 71 : Que faut-il en conclure ? (だとしたら結論は!!?, Da to shitara ketsuron wa !!?) - Volet 72 : Aï, quel est ton travail ? (あいちゃんの仕事って何？, Ai-chan no shigoto tte nani?) - Volet 73 : Si tu passais à l'étape suivante ? (次のステージに行きませんか？, Tsugi no sute-ji ni ikimasen ka?) - Volet 74 : Ça m'a fait un sacré effet ! (俺も舞い上がってしまいまして, Ore mo maiagatteshimaimashite) - Volet 75 : Vous êtes tous là ! (みなさんおそろいで, Mina-san osoroite) - Volet 76 : Quel est ce costume ? (一体どんなコスプレを…？, Ittai donna kosupure o?) - Volet 77 : C'était la première fois ! (はじめてに決まってるだろ…！, Hajimete ni kimatteru daro!) - Volet 78 : Qu'est-ce qui se passe ?! (一体ナゼこんなことに…？, Ittai naze konna koto ni?) |                   |                                                                           |                  |                   |
| 10 | 17 janvier 2022   | 978-4-06-526602-1                                                         | 6 septembre 2023 | 978-2-81-167987-3 |
| Liste des chapitres : - Volet 79 : Tu as passé un bel été ? (この夏休みどうだった？, Kono natsuyasumi dō datta?) - Volet 80 : Ta vie, c'est aussi la mienne ! (私の人生でもあるんだからね！, Watashi no jinsei de mo aru n da kara ne!) - Volet 81 : Le coupable n'a qu'à bien se tenir ! (犯人を許さないからな‼, Hannin o yurusanai kara na !!) - Volet 82 : Telle mère, telle fille. ("この母にこの娘あり"じゃん…‼, "Kono haha ni kono musume ari" jan !!) - Volet 83 : Comment veux-tu que je sois normale ? (普通でいられるわけないでしょ…‼, Futsū de irareru wakenai desho) - Volet 84 : Quand tu bouges, j'ai envie de regarder ! (動くと気になって見ちゃうから‼, Ugoku to ki ni natte michau kara !!) - Volet 85 : Ma petite fille chérie a changé. (凪くんと出会ってエリカは変わったのね, Nagi kun to deatte Erika wa kawatta no ne) - Volet 86 : Vous m'évaluez, c'est ça ? (相手にふさわしいか試してるんですよね？, Aite ni fusawashii ka tameshiteru n desu yo ne?) - Volet 87 : Tu n'as jamais embrassé personne ? (天野さんてキスしたことないんだぁ？, Amano san te kisushita koto nai n da Xa?) |                   |                                                                           |                  |                   |
| 11 | 17 mars 2022      | 978-4-06-527283-1                                                         | 2 novembre 2023  | 978-2-81-167988-0 |
| Liste des chapitres : - Volet 88 : Amour et famille, ce n'est pas pareil ! (それは“家族”であり“恋愛”ではありません‼, Sore wa kazoku de ari ren'ai de wa arimasen) - Volet 89 : L'avenir, à nous de le construire ! (だって俺たちが切り拓くんだから…, Datte oretachi ga kiri hiraku n da kara) - Volet 90 : On se retrouve dans une semaine ? (1週間たったら…また会えるよね‼?, 1 shūkan tattara mata aeru yo ne ?) - Volet 91 : T'es vraiment trop mignon, Umino ! (やっぱり海野君はかわいいね…！, Yappari Umino kun wa kawaii ne!) - Volet 92 : Je veux aider Segawa à tenir le rôle principal ! (瀬川さんに主役になってもらいたい…‼, Sekawa san ni shuyaku ni nattemoraitai) - Volet 93 : Ce sont des preuves d'amour ! (嫌いだったらそんなことしてないですよ…, Kirai dattara sonna koto shitenai desu yo) - Volet 94 : Ça se voit, tu adores ce sanctuaire. (瀬川さんはこの神社が大好きなんですね, Sekawa san wa kono jinja ga daisukina n desu ne) - Volet 95 : Aujourd'hui, personne n'éclipse Segawa ! (今日の瀬川さんはまぎれもない“主役”だ, Kyō no Sekawa san wa magire mo nai shuyaku da) - Volet 96 : Un jour, je serai adulte. (いつか大人になる日が来るんだって, Itsuka otona ni naru hi ga kuru n datte) |                   |                                                                           |                  |                   |
| 12 | 17 mai 2022       | 978-4-06-527918-2                                                         | 3 janvier 2024   | 978-2-81-168626-0 |
| Liste des chapitres : - Volet 97 : La véritable adversaire, c'est Sachi ! (本当の敵は幸ちゃんなのです…！！, Hontō no teki wa Sachi-chan na no desu…!!) - Volet 98 : Mon unique petite sœur. (大切なたったひとりの妹だろ…！！, Taisetsuna tatta hitori no imōtodaro…!!) - Volet 99 : C'est pas mon frère. (お兄はきっとお兄じゃない, O ani wa kitto o ani janai) - Volet 100 : Pour une fois, j'aurais voulu être avec toi. (凪くんと組みたかったな, Nagi-kun to kumitakatta na) - Volet 101 : Je crois que j'ai paniqué. (ちょっとドキドキしすぎちゃって, Chotto dokidoki shi sugi chatte) - Volet 102 : Ce n'était pas moi. (あれは私じゃないわよ？, Are wa watashi janai wa yo?) - Volet 103 : C'est plutôt marrant d'avoir deux papas et deux mamans ! (親が4人いるとかおもしろいよね…!!, Oya ga 4-ri iru toka omoshiroi yo ne…!!) - Volet 104 : Tu veux m'épouser, oui ou non ? (私と結婚したいんだよね？, Watashi to kekkon shitai nda yo ne?) - Volet 105 : Prenons une photo en souvenir ! (そうだ凪くん! 記念写真撮ろうよ, Sōda Nagi-kun! Kinen shashin torō yo) |                   |                                                                           |                  |                   |
| 13 | 15 juillet 2022   | 978-4-06-528431-5                                                         | 6 mars 2024      | 978-2-81-168628-4 |
| Liste des chapitres : - Volet 106 : Je suis contente d'être dans ce lycée avec toi ! (この学校で凪くんと過ごせてよかったよ…！, Kono gakkō de nagi-kun to sugosete yokatta yo...!) - Volet 107 : L'Ama-Umi House (コンビ名 ❝天海ハウス❞, Konbi-mei "Amami hausu") - Volet 108 : Pardon d'avoir perdu. (勝てなくてごめん, Katenakute gomen) - Volet 109 : Rouge comme une pivoine. (お兄 顔がまっ赤だけど…, O anigao ga māakadakedo...) - Volet 110 : Oublie ce que tu viens d'entendre. (あの話…無かったことにしてほしい, Ano hanashi... nakatta koto ni shite hoshī) - Volet 111 : Merci... pour tes sentiments. (俺のこと好きになってくれてありがとう, Ore no koto suki ni natte kurete arigatō) - Volet 112 : Tu me surprends. (エリカがそんなことを言う日が来るとはね, Erika ga son'na koto o iu hi ga kuru to hane) - Volet 113 : Je savais que tu comprendrais. (海野君ならわかってくれると思ってた, Umino-kun nara wakatte kureru to omotteta) - Volet 114 : Je suppose que c'est la conclusion. (そういうことになるのかな…！, Sō iu koto ni naru no ka na...!) |                   |                                                                           |                  |                   |
| 14 | 17 octobre 2022   | 978-4-06-529488-8                                                         | 2 mai 2024       | 978-2-81-168743-4 |
| Liste des chapitres : - Volet 115 : J'ai la réponse. (その答えがコレです!!, Sono kotae ga koredesu!!) - Volet 116 : Si, ça me dérange ! (やっぱりやだ!!, Yappari yada!!) - Volet 117 : Je tiens à te soutenir. (お付き合いには賛成します！, O tsukiai ni wa sansei shimasu!) - Volet 118 : Ça me donne envie ! (私もやってみたいって思ったの, Watashi mo yatte mitai tte omotta no) - Volet 119 : C'est comme ça que je t'aime. (この瞬間なんだ, Kono shunkan'na nda) - Volet 120 : C'est comme si je t'avais fait. (なんでもお見通しです, Nan demo o mitōshidesu) - Volet 121 : Je ressens la même chose. (私も同じだもん, Watashi mo onajida mon) - Volet 122 : Je me sens gênée... (なんか…恥ずかしいね, Nanka… hazukashī ne) - Volet 123 : Ze sais pas. (わかりまそん, Wakari ma son) |                   |                                                                           |                  |                   |
| 15 | 16 décembre 2022  | 978-4-06-529937-1 (édition standard) 978-4-06-530085-5 (édition spéciale) | 3 juillet 2024   | 978-2-81-168745-8 |
| Liste des chapitres : - Volet 124 : C'était pour ça. (こういうことだったんだ, Kō iu kotodatta nda) - Volet 125 : T'en penses quoi ? (こういうのって困る…？, Kōiu notte komaru…?) - Volet 126 : Aujourd'hui, le ciel se dégage. (今日は晴れたよ, Kyō wa hareta yo) - Volet 127 : Moi, je suis la princesse. (お姫様なの！, Ohimesamana no!) - Volet 128 : Je tiens à lui répondre ! (ちゃんと答えたい！, Chanto kotaetai!) - Volet 129 : Tu ne serais pas amoureux d'elle ? (好きなんですか？, Sukina ndesu ka?) - Volet 130 : Qu'est-ce que je fabrique ? (何をやっていたんだ, Nani o yatte ita nda) - Volet 131 : Le seul homme à ses côtés. (天野さんの隣にいるのは, Amano-san no tonari ni iru no wa) - Volet 132 : Tu refuses d'écouter ta petite amie ? (彼女の言うこと 聞いてくれないの…？, Kanojo no iu koto kiite kurenai no…?) |                   |                                                                           |                  |                   |
| 16 | 16 mars 2023      | 978-4-06-530628-4                                                         | 4 septembre 2024 | 978-2-81-168747-2 |
| Liste des chapitres : - Volet 133 : Et pourtant, je t'aime. (でも好きなんだよね, Demo sukina nda yo ne) - Volet 134 : Faut l'admettre, t'es en plein triangle amoureux. ("三角関係"の完成だ, "Sankaku kankei" no kanseida) - Volet 135 : C'est si mal que ça ? (そんなにおかしいかな…, Son'nani okashii ka na…) - Volet 136 : Tu ne fais plus partie de la famille. (もう家族じゃないから, Mō kazoku janaikara) - Volet 137 : Oui, je l'adore. (…うん 大好きだよ, …Un daisukidayo) - Volet 138 : C'est la preuve que tu as mûri ! (それを“成長”というのです…!!, Sore o “seichō” to iu nodesu…!!) - Volet 139 : Je ne veux pas laisser Erika gagner. (負けたくないから, Maketakunai kara) - Volet 140 : La plus belle chose de toute ma vie. (嬉しいことがあったの…!!, Ureshii koto ga atta no…!!) - Volet 141 : Ça finira sans doute par arriver. (いつか見るかもしれないし…, Itsuka miru kamo shirenaishi…) |                   |                                                                           |                  |                   |
| 17 | 17 mai 2023       | 978-4-06-531584-2                                                         | 6 novembre 2024  | 978-2-81-168749-6 |
| Liste des chapitres : - Volet 142 : C'est quoi, ce délire ? (今日なんだ!??, Kyōna nda!??) - Volet 143 : Ça ne suffit pas ? (それじゃダメ?, Sore ja dame?) - Volet 144 : J'avais la preuve sous les yeux ! (証明されちゃったんだもん…!!, Shōmei sa re chatta nda mon…!!) - Volet 145 : Je crois que t'as raison. (その“まさか”かも, Sono “masaka” kamo) - Volet 146 : Je n'ai pas peur de me battre ! (負ける気がしない…!!!!, Makeru ki ga shinai…!!!!) - Volet 147 : C'est l'occasion de te montrer combien je t'Aime ! (“愛”を証明するために!!, “Ai” o shōmei suru tame ni!!) - Volet 148 : Votre relation n'a aucun sens ! (理解できません!!, Rikai dekimasen!!) - Volet 149 : L'amour, c'est la vie. (“この世のすべて”です, “Konoyo no subete” desu) - Volet 150 : Je vais le coincer ! (先手必勝だ!!, Sente hisshōda!!) |                   |                                                                           |                  |                   |
| 18 | 17 août 2023      | 978-4-06-532608-4                                                         | 8 janvier 2025   | 978-2-81-169693-1 |
| Liste des chapitres : - Volet 151 : À nouveau totalement seule. (またひとりぼっちになっちゃった, Mata hitori botchi ni natchatta) - Volet 152 : J'avais oublié son visage quand il rit. (そんな顔で笑うんだ, Son'na kao de warau nda) - Volet 153 : C'était trop, trop fun ! (すっっっごく楽しかったッ!!, Su~tsu~tsuggoku tanoshikatta ~tsu!!) - Volet 154 : J'y peux rien si je manque d'expérience. (わからなかったんだもん…, Wakaranakatta nda mon…) - Volet 155 : Tu ne changeras jamais ! (凪くんはやっぱり 凪くんだね…!!, Nagi-kun wa yappari nagi-kunda ne…!!) - Volet 156 : C'est bizarre, n'est-ce pas ? (そんなのおかしいよね…？, Sonna no okashī yo ne…?) - Volet 157 : Un Noël à nul autre pareil. (世界でうちだけだよ…!!, Sekai de uchi dakeda yo…!!) - Volet 158 : Umino... (あのね海野くん, Ano ne Umino-kun) - Volet 159 : Elle m'a largué ? (俺はフラレたのか!!!, Ore wa fura reta no ka!!!) |                   |                                                                           |                  |                   |
| 19 | 17 octobre 2023   | 978-4-06-533151-4                                                         | 19 mars 2025     | 978-2-81-169695-5 |
| Liste des chapitres : - Volet 160 : Je serais toujours à tes côtés, d'accord ? (アタシはずっと味方だよ…？, Atashi wa zutto mikatada yo…?) - Volet 161 : Tu peux me dire la vérité ! (ちゃんと本当のこと言ってよ!!!, Chanto hontō no koto itte yo!!!) - Volet 162 : J'avais peur que tu ne reviennes plus ici. (もう帰ってこないんじゃないかと思った, Mō kaette konai n janai ka to omotta) - Volet 163 : Les blessures font la fierté d'un soldat ! (戦士にとっての勲章ですよ, Senshi ni totte no kunshōdesu yo) - Volet 164 : Tu te fourres le doigt dans l'œil ! (大間違いでしょ…!!, Dai machigai desho…!!) - Volet 165 : J'irais moi-même le récupérer. (アタシが迎えに行くから…!!, Atashi ga mukae ni ikukara…!!) - Volet 166 : C'est ça, devenir adulte. (大人になるってこういうことなんだろうな, Otona ni naru tte kō iu kotona ndarou na) - Volet 167 : J'ai une faveur à te demander... (お兄にお願いがあって…, O ani ni onegai ga atte…) - Volet 168 : J'ai pu lui dire ce que j'avais sur le cœur ! (やっと伝えられたんだアタシ…!!, Yatto tsutae rareta nda atashi…!!) |                   |                                                                           |                  |                   |
| 20 | 15 décembre 2023  | 978-4-06-533885-8 (édition standard) 978-4-06-533942-8 (édition spéciale) | 21 mai 2025      | 978-2-81-169697-9 |
| Liste des chapitres : - Volet 169 : On ne pourrait pas redevenir amis ? (友達に戻れるかな…？, Tomodachi ni modoreru ka na…?) - Volet 170 : J'y arrive quand je m'y mets. (やる時はやるんだもん, Yaru toki wa yaru nda mon) - Volet 171 : Je crois que c'est ça, le bonheur. (これが幸せってやつか!, Kore ga shiawase tte yatsu ka!) - Volet 172 : Erika... (あのさ エリカお姉（ねぇ）, Ano sa Erika o ane (nee)) - Volet 173 : La preuve que vous êtes de véritable sœurs ! (本当の“姉妹”になれたってことさ…!!, Hontō no “shimai” ni naretatte koto-sa…!!) - Volet 174 : Nagi pourrait en être le héros... (まるでお兄（にい）を取り合うような…, Marude o ani (nii) o toriau yōna…) - Volet 175 : J'y suis presque... (ついに来ちゃうんだ…, Tsuini ki chau nda…) - Volet 176 : Ne t'en fais pas, je me débrouille ! (アタシは大丈夫だから…!!, Atashi wa daijōbudakara…!!) - Volet 177 : Ne t'inquiète pas, je gère ! (まかせてよ！, Makasete yo!) |                   |                                                                           |                  |                   |
| 21 | 16 février 2024   | 978-4-06-534567-2 978-4-06-534565-8 (édition spéciale)                    | 9 juillet 2025   | 978-2-81-169699-3 |
| Liste des chapitres : - Volet 178 : フィフティー フィフティー…!!! (Fifutī Fifutī…!!!) - Volet 179 : 立ち向かうんだよ (Tachimukau nda yo) - Volet 180 : わからない!!! (Wakaranai!!!) - Volet 181 : こういうの初めてだからっ (Kō iu no Hajimete Dakara~tsu) - Volet 182 : こんなことあった気がする (Konna Koto Atta ki ga Suru) - Volet 183 : 今までお世話になりました…!! (Ima Made Osewa ni Narimashita…!!) - Volet 184 : これは海野家の問題なので!! (Kore wa Umino-ka no Mondainanode!!) - Volet 185 : 観光業ナメたらアカンぜよ？ (Kankō-gyō Nametaraakan ze yo?) - Volet 186 : なんで涙が!? (Nande Namida ga!?) |                   |                                                                           |                  |                   |
| 22 | 17 avril 2024     | 978-4-06-535176-5 978-4-06-535174-1 (édition spéciale)                    | 3 septembre 2025 | 978-2-81-169701-3 |
| Liste des chapitres : - Volet 187 : 危ないところだったぜ…!! (Abunai Tokoro Datta ze…!!) - Volet 188 : 自分はどうなんだよ…!!? (Jibun wa Dōna nda yo…!!?) - Volet 189 : 偵察開始よ!! (Teisatsu Kaishi yo!!) - Volet 190 : なにか悩みごと？ (Nanika Nayamigoto?) - Volet 191 : どっちの味方したらいいの…!? (Dotchi no Mikata Shitara ī no…!?) - Volet 192 : どちらかに決めてはどうです？ (Dochira ka ni Kimete wa Dōdesu?) - Volet 193 : 美しい兄弟愛ですね (Utsukushī Kyōdai Aidesu ne) - Volet 194 : 見せたいものがあって…… (Misetai Mono ga Atte……) - Volet 195 : 本当の親子なのに⁉ (Hontō no Oyako na Noni!?) |                   |                                                                           |                  |                   |
| 23 | 17 juillet 2024   | 978-4-06-536159-7 978-4-06-536136-8 (édition spéciale)                    |                  |                   |
| Liste des chapitres : - Volet 196 : やっぱ そっくりだよなぁ…… (Yappa Sokkurida yo nā……) - Volet 197 : ならば勝たせてもらいますよ (Naraba Kata Sete Moraimasu yo) - Volet 198 : ようこそ星雲荘へ!! (Yōkoso Seiun sō e!!) - Volet 199 : ５分間だけお待ちください (5-funkan Dake Omachi Kudasai) - Volet 200 : もうそんな時期!? (Mō Son'na Jiki!?) - Volet 201 : 乗りな!! 駅まで送ってくぜ!! (Nori na!! Eki Made Okutte ku ze!!) - Volet 202 : 負けたくないと思った (Maketakunai to Omotta) - Volet 203 : 私だけのけ者みたいじゃん…!! (Watashi dake Nokemono Mitaijan…!!) - Volet 204 : ２人ともお誕生日おめでとう!! (2-ri Tomo Otanjōbiomedetō!!) |                   |                                                                           |                  |                   |
| 24 | 17 septembre 2024 | 978-4-06-536771-1                                                         |                  |                   |
| Liste des chapitres : - Volet 205 : 誕生日プレゼントってなに!? (Tanjōbi Purezento tte Nani!?) - Volet 206 : 私達 もう高校3年生なんだね (Watashitachi mō Kōkō 3-Nenseina nda ne) - Volet 207 : 僕の目の前の席に…!!! (Boku no me no Mae no Seki ni…!!!) - Volet 208 : 日本の女子高生が分かりません…!!! (Nihon no Mesukōsei ga Wakarimasen…!!!) - Volet 209 : あいは夢を見ているようです！ (Ai wa Yume o Mite Iru Yōdesu!) - Volet 210 : 修学旅行どこに行くつもり？ (Shūgakuryokō Doko ni Iku Tsumori?) - Volet 211 : 夜はこれからっしょぉ!? (Yoru wa Korekarassho~o!?) - Volet 212 : さっき言ったことは本当だよ (Sakki itta Koto wa Hontōda yo) - Volet 213 : 今日は自由行動ということでッ (Kyō wa Jiyū Kōdō to iu Koto de) |                   |                                                                           |                  |                   |
| 25 | 15 novembre 2024  | 978-4-06-537440-5                                                         |                  |                   |
| Liste des chapitres : - Volet 214 : この舟は一体どこへ？ (Kono Fune wa ittai Doko e?) - Volet 215 : ここがウチの神社です (Koko ga Uchi no Jinjadesu) - Volet 216 : ここが目黒明神さんか！ (Koko ga Meguro Myōjin-san ka!) - Volet 217 : 御朱印がこーんなにたくさん!! (Go-shuin ga Kōnna ni Takusan!!) - Volet 218 : 売られたケンカはすべて買え!!! (Uri Rareta Kenka wa Subete kae!!!) - Volet 219 : 男に二言はないで…!! (Otoko ni ni gen wanaide…!!) - Volet 220 : お兄に相談がある (O ani ni Sōdan ga aru) - Volet 221 : かわいいのでオッケーです (Kawaīnode okkē desu) - Volet 222 : 今日は土曜の休日 (Kyō wa doyō no kyūjitsu) |                   |                                                                           |                  |                   |
| 26 | 17 janvier 2025   | 978-4-06-538066-6                                                         |                  |                   |
| Liste des chapitres : - Volet 223 : 同棲解消ってどういうこと…!!? (Dōsei Kaishō tte dō iu Koto…!!?) - Volet 224 : 家族ってみんなあんな感じなの!? (Kazoku tte Min'na an'na Kanjina no!?) - Volet 225 : もうママのことは諦めよう!! (Mō Mama no Koto wa Akirameyou!!) - Volet 226 : これが大人のすることか… (Kore ga Otona no Suru Koto ka…) - Volet 227 : 私！ がんばっちゃおうかな!! (Watashi! Ganbacchaou ka na!!) - Volet 228 : ヤリまくりじゃん (Yarimakuri jan) - Volet 229 : 私の自慢の娘なの (Watashi no Jiman no Musumena no) - Volet 230 : またいつでも帰ってきてね (Mata Itsu Demo Kaette kite ne) - Volet 231 : 凪くんも寝れば？ (Nagi-kun mo Nereba?) |                   |                                                                           |                  |                   |
| 27 | 16 avril 2025     | 978-4-06-539100-6                                                         |                  |                   |
| Liste des chapitres : - Volet 232 : お金は稼ぐより使うほうが難しいんですよ (Okane wa Kasegu Yori Tsukau hō ga Muzukashī ndesu yo) - Volet 233 : 放課後会えますか？ お話があります。 (Hōkago Aemasu ka? Ohanashi ga Arimasu.) - Volet 234 : 家に帰るわよ!! (Ienikaeru wa yo!!) - Volet 235 : あの日もどしゃ降りの雨で (Ano hi mo Doshaburi no ame de) - Volet 236 : そのチケットアタシにちょうだい!!? (Sono Chikettoatashi ni Chōdai!!?) - Volet 237 : 海だ！ 温泉街だ！ すごいぞ！ (Umida! Onsen Machida! Sugoi zo!) - Volet 238 : あの時の話…忘れてないよね…？ (Ano Toki no Hanashi… Wasure Tenai yo ne…?) - Volet 239 : 凪くんが勉強しても世界は平和にならないじゃん (Nagi-kun ga Benkyō Shite mo Sekai wa Heiwa ni Naranaijan) - Volet 240 : 凪くんが後輩に目をつけられたってこと!? (Nagi-kun ga Kōhai ni me o Tsuke Raretatte Koto!?) |                   |                                                                           |                  |                   |
| 28 | 17 juin 2025      | 978-4-06-539764-0                                                         |                  |                   |
| Liste des chapitres : - Volet 241 : そもそも俺は体育祭には参加しない!! (Somosomo ore wa Taiikumatsuri ni wa Sanka Shinai!!) - Volet 242 : 体育祭はこうでなきゃね！ (Taiikumatsuri wa Kōdenakya ne!) - Volet 243 : 始まりました!! 大人気種目借り物競争!! (Hajimari Mashita!! Daininki Shumoku Karimono Kyōsō!!) - Volet 244 : オレ達２人の“絆”があるっしょぉ!! (Ore-tachi 2-ri no "Kizuna" ga Arussho!!) - Volet 245 : ただの“運”じゃないか!! (Tada no "un" Janai ka!!) - Volet 246 : おかげで助かった ありがとうな (Okage de Tasukatta Arigatō na) - Volet 247 : 障害物競走 ッ スタートッ!!! (Obusutakuru Ssutāto!!!) - Volet 248 : 俺はおまえと戦えて楽しかったよ (Ore wa Omae to Tatakaete Tanoshikatta yo) - Volet 249 : 凪くんがモテ期…？ (Nagi-kun ga Mote-ki…?) |                   |                                                                           |                  |                   |
| 29 | 12 août 2025      | 978-4-06-540371-6                                                         |                  |                   |
| Liste des chapitres : - Volet 250 : 夏休みは明日からなのに!!? (Natsuyasumi wa Ashita Kara Nanoni!!?) - Volet 251 : いいんじゃない？ 丁度夏休みだし！ (Iin Janai? Chōdo Natsuyasumi Dashi!) - Volet 252 : あいはもう…ガマンの限界です…!! (Ai wa mō… Gaman no Genkai Desu…!!) - Volet 253 : 4時間しか寝てなくない!? (4-Jikan Shika nete Nakunai!?) - Volet 254 : 海野君も模試受けてたの？ (Umino-kun mo Moshi uke Teta no?) - Volet 255 : 二人きりになれる場所…？ (Futarikiri ni Nareru Basho…?) - Volet 256 : 凪ちゃんを好きになる資格はありません!! (Nagi-chan o Sukininaru Shikaku wa Arimasen!!) - Volet 257 : また将来の選択肢が増えちゃった! (Mata Shōrai no Sentakushi ga Fue Chatta!) - Volet 258 : もーッ お姉待たせすぎ!! (Mo Ane Mata se Sugi!!) |                   |                                                                           |                  |                   |
| — |                   |                                                                           |                  |                   |
| Liste des chapitres : - Volet 259 : 考えてほしいんだエリカ (Kangaete Hoshī nda Erika) - Volet 260 : お調子者のチャラい奴じゃなかったのか…1? (Ochōshimono no Chara i Yatsu Janakatta no ka… 1?) - Volet 261 : 天野さん とんでもない仕事をするのでは…!? (Amano-san Tondemonai Shigoto o Suru Node wa…!?) - Volet 262 : 一人分作るのは意外と難しい (Hitori-bun Tsukuru no wa Igaito Muzukashī) |                   |                                                                           |                  |                   |

## Anime
En avril 2021, une adaptation en série télévisée animée est annoncée. La série est animée par les studios Shin-Ei Animation et SynergySP et réalisée par Hiroaki Akagi et Yoshiyuki Shirahata, avec Yasuhiro Nakanishi en tant que scénariste. La série est diffusée entre le 24 avril et le  2 octobre 2022 sur TV Aichi dans la case horaire NUMAnimation,, la série est répartie en deux cours consécutifs. Crunchyroll possède les droits de diffusion en simulcast de la série dans les pays francophones. Depuis le 7 mai 2022, la plateforme propose également une version doublé en français de la série,,, celle-ci est dirigée par Khaoula Aaba,, par des dialogues adaptés de Maude Gillet et Sébastien Montagne.
Kiyoe Yoshioka chanteuse du groupe japonais Ikimono Gakari interprète le premier opening de la série intitulé Dekoboko (凸凹, (litt. « Rugueux »), tandis que Sangatsu no Phantasia (en) interprète son premier ending intitulé Shikaku unmei (四角運命). Le second opening de la série intitulé Glitter est interprété par le groupe Sumika (en),, tandis que son  second ending intitulé Hello Hello Hello est interprété par Eir Aoi,.  

### Liste des épisodes
| No | Titre français                                          | Titre japonais                      | Titre japonais                              | Date de 1re diffusion |
| No | Titre français                                          | Kanji                               | Rōmaji                                      | Date de 1re diffusion |
| -- | ------------------------------------------------------- | ----------------------------------- | ------------------------------------------- | --------------------- |
| 1  | Sois mon petit ami                                      | 私の彼氏になりなさいよ              | Watashi no kareshi ni narinasai yo          | 24 avril 2022         |
| 2  | Je ne me marierai pas avec toi                          | 結婚ならしないわよ？                | Kekkon nara shinai wa yo?                   | 1er mai 2022          |
| 3  | Zéro contact                                            | 絶対に負けないから!!!!              | Zettai ni makenai kara!!!!                  | 8 mai 2022            |
| 4  | Est-ce que tu voudrais sortir avec moi ?                | 俺と付き合ってくれますか…？         | Ore to tsukiatte kuremasu ka...?            | 15 mai 2022           |
| 5  | Rendez-vous chaque matin ?                              | 一緒に朝活できるかな…？             | Issho ni asa katsu dekiru ka na...?         | 22 mai 2022           |
| 6  | Tu vis seule, non ?                                     | 一人で住んでるんだよね？            | ichi nin de sunderu ndayone ？              | 29 mai 2022           |
| 7  | Et si ça changeait le destin ?                          | 運命、変わっちゃうのかな？          | Unmei, Kawatchau no ka na?                  | 5 juin 2022           |
| 8  | J'ai cru que ce serait la fin                           | このまま結婚しちゃうの？            | Kono Mama Kekkon Shichau no?                | 12 juin 2022          |
| 9  | J'entends la mer qui m'appelle                          | 黒潮が俺を呼んでいるぜ…!!           | Kuroshio ga Ore o Yondeiru ze...!!          | 19 juin 2022          |
| 10 | Arrête de me traiter comme ta petite sœur               | 妹扱いしないでよ                    | Imōto Atsukai Shinaide yo                   | 26 juin 2022          |
| 11 | Je peux pas faire comme s'il s'était rien passé         | 無かったことになんて出来ないよ      | Nakatta Koto ni Nante Dekinai yo            | 3 juillet 2022        |
| 12 | Je ne suis pas amoureuse, pas encore                    | 好きじゃない、まだ                  | Suki ja Nai, Mada                           | 10 juillet 2022       |
| 13 | La vie ne va pas toujours comme on veut                 | なかなかうまくいかないねぇ          | Nakanaka Umaku Ikanai nē                    | 24 juillet 2022       |
| 14 | Les défis sont faits pour être relevés !                | 壁は超えるためにある!!              | Kabe wa Koeru Tame ni Aru!!"                | 31 juillet 2022       |
| 15 | Faut lui parler. Lui raconter notre secret              | 言うしかない、俺たちの秘密…！       | Iu Shikanai, Oretachi no Himitsu...!        | 7 août 2022           |
| 16 | Je préfère qu'on parle d'un présent heureux             | 今の会話がしたいんです              | Ima no Kaiwa ga Shitain Desu                | 14 août 2022          |
| 17 | Tout peut arriver, non ?                                | なにが起きてもおかしくないのでは!!? | Nani ga Okite mo Okashikunai node wa!!?     | 21 août 2022          |
| 18 | Qui est-ce ?                                            | その人は誰…？                       | Sono Hito wa Dare...?                       | 28 août 2022          |
| 19 | Tu t'en es rendu compte, non ?                          | もう気づいているんだよね…？         | Mō Kizuite Irunda yo ne...?                 | 4 septembre 2022      |
| 20 | J’ai hâte de devenir adulte !                           | 早く大人になりたーい!!!!            | Hayaku Otona ni Naritāi!!!!                 | 11 septembre 2022     |
| 21 | C’est un secret entre nous, et personne d’autre         | 私と凪くんだけの秘密じゃん          | Watashi to Nagi-kun dake no Himitsu jan     | 18 septembre 2022     |
| 22 | Quoi qu’il arrive, je serai avec toi                    | 会う時は俺も一緒だ                  | Au Toki wa Ore mo Issho da                  | 25 septembre 2022     |
| 23 | Qu’est-ce que tu proposes ?                             | これからどうしよっか                | Kore kara Dō Shiyokka                       | 2 octobre 2022        |
| 24 | Ce qui compte à nos yeux, c’est que vous soyez heureux. | 二人が幸せならそれが一番じゃん      | Futari ga Shiawase nara Sore ga Ichiban jan | 2 octobre 2022        |